# Tentlingen
Tentlingen é uma comuna da Suíça, no Cantão Friburgo, com cerca de 1.182 habitantes. Estende-se por uma área de 3,69 km², de densidade populacional de 320 hab/km². Confina com as seguintes comunas: Giffers, Le Mouret, Pierrafortscha, Rechthalten, Sankt Silvester, Sankt Ursen, Villarsel-sur-Marly.
A língua oficial nesta comuna é o Alemão.